# فرشته‌ماهی دلقک
فرشته ماهی دلقک (نام علمی: Centropyge bispinosa) نام یک گونه از تیره فرشته‌ماهیان است.